# 4187 Shulnazaria
4187 Shulnazaria è un asteroide della fascia principale. Scoperto nel 1978, presenta un'orbita caratterizzata da un semiasse maggiore pari a 3,0450610 UA e da un'eccentricità di 0,1172146, inclinata di 1,27389° rispetto all'eclittica.